# Weingut Max Ferd. Richter
Das Weingut Max Ferdinand Richter in Mülheim an der Mosel ist ein 1680 gegründetes Familienweingut im Anbaugebiet Mosel. Momentan werden knapp 20 Hektar Rebfläche an den Hängen der Mittelmosel bewirtschaftet, die Rebfläche ist hauptsächlich mit Riesling bestockt.

## Geschichte
Das Weingut wurde im Jahr 1680 von dem Gerichtsschöffen Hans Adam Niessen (1643–1713) als Colonialwarenhandel gegründet. Der erste Weinbergskauf lässt sich noch früher belegen; so wurde laut Urkunde die erste Parzelle im Brauneberg am 17. April 1643 erworben. In den Anfangsjahren handelte es sich neben einem Weingut hauptsächlich um ein Handelsunternehmen. Die fertigen Weine wurden in Fässern die Mosel und den Rhein hinab in die Niederlande verschifft. In den Niederlanden wurde der Wein entweder verkauft oder gegen verschiedene Colonialwaren wie beispielsweise Kaffee oder Gewürze eingetauscht. Diese Waren wurden dann vom Stammhaus in Mülheim/Mosel weiter vertrieben. So wird die Landstraße von Mülheim hinauf in den Hunsrück auch heute noch im Volksmund als „Kaffee-Straße“ bezeichnet, da auf diesem Weg der Güter weiter an die Kunden transportiert wurden.
Im Jahre 1774 wurde von Peter Christian Niessen (1736–1798) dann das Gutshaus mit französischem Garten im Barock Stil erbaut, das sich auch heute noch im Besitz der Familie befindet. Weitere überregionale Bekanntheit erlangte das Unternehmen im Jahre 1813, als Franz Ludwig Niessen (1780–1860) dem geschlagenen Napoleon I. auf dessen Rückzug nach der Niederlage in Völkerschlacht bei Leipzig eine Zahlung von 3000 Thalern angeboten haben soll, um die Plünderung von Mülheim und der Grafschaft Veldenz zu verhindern. Zum Dank erhielt Niessen von der Gemeinde mehrere Weinberge übereignet, von denen der nach Königin Luise benannte „Louisens Weinberg“ – heute Elisenberg – der bekannteste war. Weine dieses Weinberges wurden regelmäßig an den Berliner Königshof geliefert. Das Britische Königshaus bezieht auch heute noch regelmäßig Weine aus dieser Lage.
Im Jahr 1863 schließlich erfolgte die Namensänderung von Niessen in Richter, nachdem der 1837 eingeheiratete Schwiegersohn Ferdinand Richter (1811–1893) den Betrieb übernommen hatte. 1881 wurde das Unternehmen zwischen seinen Söhnen Max Ferdinand und Arthur aufgeteilt. Der ältere Sohn Max Ferdinand beschränkte sich nun komplett auf den Weinbau und baute das noch heute bestehende Betriebsgebäude. Der Betrieb vertrieb in dieser Zeit nicht nur Weine aus eigenem Anbau, sondern auch zugekaufte Weine von Saar und Mosel. Der florierende Handel brach jedoch nach dem Ersten Weltkrieg erheblich ein, sodass der Focus fast ausschließlich auf die eigenen Produkte gelegt wurde. Diese Entwicklung wurde teilweise nach dem Zweiten Weltkrieg rückgängig gemacht, als in den 1950er und 1960er Jahren die Nachfrage nach Moselwein wieder erheblich anstieg.
In den letzten 20 Jahren etablierte sich das Weingut in der erweiterten Spitze der Deutschen Weingüter. So wurde der 2001er Mülheimer Helenenkloster Riesling Eiswein mit 99/100 bzw. 100/100 Punkte im Gault Millau und bei Robert Parker ausgezeichnet. Im Jahr 2018 stellte das Weingut außerdem mit zwei 2017er Rieslingen den jeweils besten Wein in den entsprechenden Kategorien. Der 2017er Wehlener Sonnenuhr Riesling Kabinett wurde als bester Kabinett Deutschlands durch den Gault Millau ausgezeichnet und die 2017er Brauneberger Juffer-Sonnenuhr Riesling Trockenbeerenauslese mit 100/100 Punkten als bester edelsüßer Wein Deutschlands durch die Vinum. Inzwischen wird das Weingut in der Vinum mit 4.5 von 5 Sternen geführt und im Gault-Millau mit 4 von 5 Trauben.
Die vom Weingut genutzten Gebäude Hauptstraße 37 und Hauptstraße 85 stehen unter Denkmalschutz.

## Lagen und Rebsorten
Von den bewirtschafteten knapp 20 ha Weinbergesfläche sind ca. 95 % mit Riesling, 3 % mit Weißburgunder bestockt. Die restlichen 2 % entfallen auf Spätburgunder (Pinot noir) und gemischten Satz (Gemischter Satz).

### Lagen
Zu den bekanntesten Lagen, die sich heute im Besitz des Weingutes befinden, zählen die folgenden Lagen:
- Erdener Treppchen
- Wehlener Sonnenuhr
- Graacher Himmelreich & Graacher Dompropst
- Brauneberger Juffer & Brauneberger Juffer-Sonnenuhr
- Veldenzer Elisenberg
- Mülheimer Sonnenlay & Mülheimer Helenenkloster (Monopollage)

Neben diesen bekannten Weinlagen verfügt das Weingut auch noch über Flächen in den Gemarkungen Veldenz, Burgen und Bernkastel.

### Eiswein aus dem Mülheimer Helenenkloster
Spezialität des Hauses sind die Riesling Eisweine aus der Monopollage Mülheimer Helenenkloster. Für diese Weine genießt das Weingut internationalen Ruf und die Weine wurden bereits mehrfach mit Spitzennoten ausgezeichnet. So erreichte beispielsweise der 2001er Mülheimer Helenenkloster Eiswein 99/100 bzw. 100/100 Punkte im Gault Millau und bei Robert Parker. Im Folgenden findet sich eine Liste der zwischen 1961 und 2010 geernteten Eisweine.
| Jahrgang | Ernte Datum   | Bezeichnung              | Grad Oechsle | Säure in g/l | Liter |
| -------- | ------------- | ------------------------ | ------------ | ------------ | ----- |
| 1961     | 23. Nov. 1961 | feinste Spätlese Eiswein | 110          | 13,5         | 550   |
| 1966     | 2. Nov. 1966  | feinste Spätlese Eiswein | 116          | 11,6         | 1600  |
| 1970     | 23. Dez. 1970 | feinste Spätlese Eiswein | 114          | 13,0         | 900   |
| 1971     | 1. Dez. 1971  | Auslese Eiswein          | 150          | 10,3         | 300   |
| 1973     | 1. Dez. 1973  | Auslese Eiswein          | 130          | 9,3          | 700   |
| 1973     | 2. Dez. 1973  | Beerenauslese Eiswein    | 170          | 11,5         | 550   |
| 1975     | 23. Nov. 1975 | Auslese Eiswein          | 115          | 9,5          | 1000  |
| 1975     | 24. Nov. 1975 | Beerenauslese Eiswein    | 127          | 10,2         | 650   |
| 1976     | 10. Dez. 1976 | Auslese Eiswein          | 137          | 9,2          | 330   |
| 1979     | 13. Jan. 1980 | Spätlese Eiswein         | 127          | 8,6          | 180   |
| 1983     | 15. Nov. 1983 | Eiswein                  | 164          | 13,1         | 1350  |
| 1985     | 31. Dez. 1985 | Eiswein                  | 128          | 13,0         | 750   |
| 1986     | 25. Dez. 1986 | Eiswein-Christwein       | 145          | 14,6         | 300   |
| 1987     | 9. Dez. 1987  | Eiswein                  | 122          | 16,4         | 550   |
| 1988     | 22. Nov. 1988 | Eiswein                  | 160          | 11,3         | 780   |
| 1989     | 26. Nov. 1989 | Eiswein                  | 140          | 13,2         | 680   |
| 1990     | 8. Dez. 1990  | Eiswein                  | 130          | 13,7         | 300   |
| 1992     | 30. Dez. 1992 | Eiswein                  | 149          | 11,5         | 400   |
| 1993     | 24. Nov. 1993 | Eiswein                  | 130          | 12,9         | 500   |
| 1994     | 5. Jan. 1995  | Eiswein                  | 150          | 10,0         | 120   |
| 1995     | 6. Nov. 1995  | Eiswein                  | 120          | 12,0         | 1000  |
| 1996     | 26. Dez. 1996 | Eiswein-Christwein       | 138          | 16,5         | 150   |
| 1997     | 28. Jan. 1998 | Eiswein                  | 166          | 9,0          | 100   |
| 1998     | 21. Nov. 1998 | Eiswein                  | 168          | 15,0         | 510   |
| 1999     | 25. Jan. 2000 | Eiswein                  | 125          | 10,0         | 300   |
| 2000     | 23. Dez. 2000 | Eiswein                  | 140          | 10,0         | 300   |
| 2001     | 24. Dez. 2001 | Eiswein-Christwein       | 223          | 13,0         | 400   |
| 2002     | 8. Jan. 2003  | Eiswein                  | 190          | 11,0         | 200   |
| 2003     | 3. Jan. 2004  | Eiswein                  | 200          | 9,0          | 250   |
| 2004     | 21. Dez. 2004 | Eiswein                  | 164          | 14,4         | 200   |
| 2007     | 20. Dez. 2007 | Eiswein                  | 140          | 8,3          | 150   |
| 2009     | 18. Dez. 2009 | Eiswein                  | 164          | 9,4          | 150   |
| 2010     | 3. Dez. 2010  | Eiswein                  | 210          | 16,0         | 250   |
| 2012     | 12. Dez. 2012 | Eiswein                  | 150          | 9,8          | 600   |
| 2016     | 5. Dez. 2016  | Eiswein                  | 150          | 11,8         | -     |
| 2021     | 22. Dez. 2021 | Eiswein                  | 160          | 13,2         | -     |